# Isla Malakal
Malakal, también llamada Ngemelachel, es una pequeña isla en el Océano Pacífico occidental, que pertenece geográficamente a las Islas Palaos, y administrativamente depende de la isla y estado de Koror de la República de Palaos.
La isla de aproximadamente 1,1 kilómetros cuadrados está situada a unos 700 metros al suroeste de la isla de Koror, a la cual está conectada por una calzada y por unos puentes pequeños. En el punto más alto de la isla (llamado Kal, y con 124 metros) esta una torre de transmisión. En Malakal, hay varios muelles, astilleros y pequeños hoteles. En la costa sureste esta el puerto principal de Koror (Puerto de Palau).